# Шмекер
„Шмекер“ је југословенски филм, снимљен 1986. године. Режирао га је Зоран Амар, а сценарио је написао Леон Ковке. Последњу улогу одиграо је Зоран Радмиловић.

## Радња
Радња филма је смештена на периферији града где један младић и његова девојка, кроз животну школу пролазе у кафани и на улици. Када он полази на одслужење војног рока, она покушава да се на све могуће начине извуче из такве средине, и не презајући ни од чега, улаже у то чак и себе – свој лепи изглед и позира нага за један часопис. Њен младић угледа ту фотографију и, да би се разјаснио са њом, бежи из војске. Враћа се у средину у којој је до јуче и сам био и ту почиње његово сопствено преиспитивање. Долази у сукоб са својим дојучерашњим пријатељима, и на крају се објашњава и са својом девојком.

## Улоге
| Глумац                 | Улога                 |
| ---------------------- | --------------------- |
| Жарко Лаушевић         | Павле Ивковић         |
| Ратко Танкосић         | Шукрија „Шуки“        |
| Драган Максимовић      | Бели                  |
| Маја Митић             | Лела                  |
| Рајко Продановић       | Креза                 |
| Љупчо Тодоровски       | Циско                 |
| Петар Илић             | Слина                 |
| Предраг Лаковић        | Тата Паја             |
| Татјана Бељакова       | Мама Рада             |
| Зоран Радмиловић       | Чика Дача             |
| Иван Бекјарев          | Официр                |
| Жика Миленковић        | Комшија Крца Безрукић |
| Горан Султановић       | Брат Бора             |
| Славица Зубановић      | Каћа                  |
| Милан Гутовић          | Неша фотограф         |
| Драгомир Бојанић Гидра | Трамвајџија           |
| Татјана Степановић     | Мира                  |
| Татјана Лукјанова      | Лелина мајка          |
| Ђорђе Давид            | Тип што додаје пиштољ |
| Едвард Дајч            |                       |
| Гордана Јањић          |                       |
| Мирјана Блашковић      | Рајка                 |
| Љубомир Ћипранић       | Шваба                 |
| Богдан Михајловић      |                       |
| Данило Радуловић       | Деда                  |
| Драгослав Илић         |                       |
| Мирјана Сретеновић     |                       |
| Ђорђе Николић          |                       |
| Милован Веснић         |                       |
| Слободан Луковић       |                       |
| Горјана Јањић          |                       |